# South Padre Island

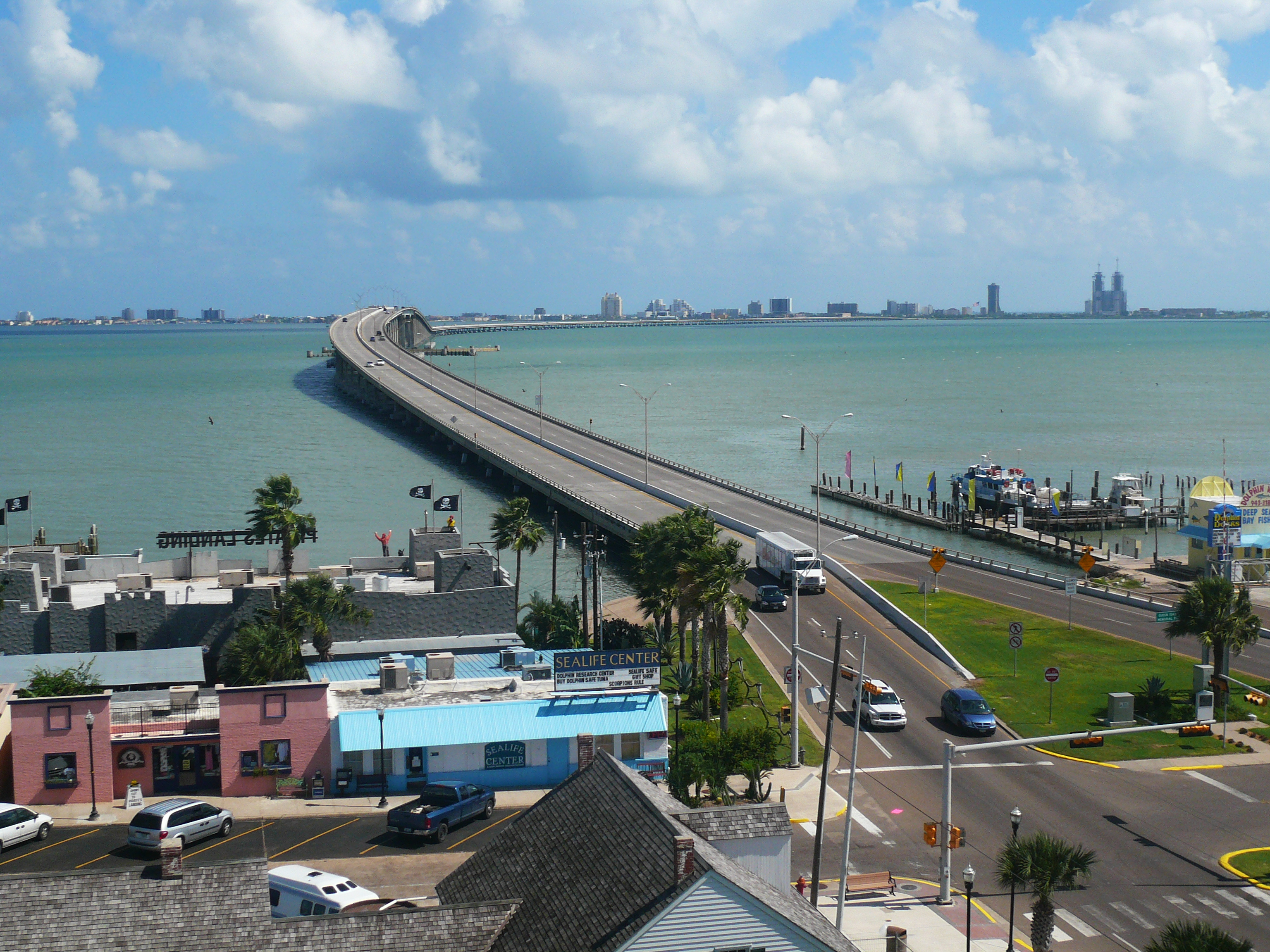
Bron som förbinder ön med fastlandet.

South Padre Island är en barriärö i södra Texas, känd bland annat för att vara populär bland amerikansk collegeungdom som resmål på vårlovet (Spring Break).[källa behövs]